# Elzan Bibić
Elzan Bibić (né le 8 janvier 1999 à Karajukića Bunari) est un athlète serbe, spécialiste des courses de  demi-fond.

## Biographie
Il remporte la médaille de bronze du 3 000 mètres lors des championnats d'Europe en salle 2023 à Istanbul, devancé par le Norvégien Jakob Ingebrigtsen et l'Espagnol Adel Mechaal.
Durant la saison estivale il améliore son record de Serbie du 1 500 m, ainsi que du 3 000.
En 2024 il porte son record national du 5 000 m à 13 min 14 s 78 à Huelva.

## Palmarès
| Date | Compétition                    | Lieu     | Résultat | Épreuve | Temps          |
| ---- | ------------------------------ | -------- | -------- | ------- | -------------- |
| 2023 | Championnats d'Europe en salle | Istanbul | 3e       | 3 000 m | 7 min 44 s 03  |
| 2024 | Championnats d'Europe          | Rome     | 6e       | 5 000 m | 13 min 24 s 54 |

### National
- 1 titre au 800 m : 2019 et 1 en salle : 2023
- 5 titres au 1 500 m : 2016, 2018-2020, 2022 et 3 en salle : 2018, 2019, 2022
- 1 titre au 3 000 m : 2021 et 5 en salle : 2016, 2018-2020, 2022

## Records
| Épreuve      | Temps               | Lieu     | Date              |
| ------------ | ------------------- | -------- | ----------------- |
| 1 500 mètres | 3 min 34 s 20 (NR)  | Berne    | 4 août 2023       |
| 3 000 mètres | 7 min 37 s 03 (NR)  | Zagreb   | 10 septembre 2023 |
| 5 000 mètres | 13 min 14 s 78 (NR) | Huelva   | 30 avril 2024     |
| Piste courte |                     |          |                   |
| 1 500 mètres | 3 min 37 s 84 (NR)  | Belgrade | 7 mars 2022       |
| 3 000 mètres | 7 min 39 s 96 (NR)  | Toruń    | 22 février 2022   |